# Синдром де ля Шапеля
Синдро́м де ля Шапе́ля (de la Chapelle syndrome, синдром XX у мужчин, XX-обращённый пол) — синдром редкой хромосомной патологии, возникающей в результате кроссинговера между X- и Y-хромосомами в процессе мейоза, в результате чего одна или обе X-хромосомы содержат нормальный мужской ген SRY. Назван в честь исследователя, впервые охарактеризовавшего его в 1972 году. Распространённость данного синдрома составляет 4—5 на 100 000, что меньше встречаемости синдрома Клайнфельтера.

## Этиология и патогенез
Этиология неизвестна. Заболевание редкое. Патология обусловлена аномалией половых хромосом, вызываемой транслокацией генов, ответственных за закладку и формирование в раннем эмбриональном периоде мужских половых органов, с Y-хромосомы на X-хромосому.

## Клиническая картина
Большинство пациентов фенотипически мужчины или мальчики. По данным некоторых авторов, рост волос на лице, как правило, скудный и либидо, за редким исключением, снижено, выявляется гинекомастия различной степени выраженности.
Клиническая картина синдрома де Ля Шапеля напоминает синдром Клайнфельтера, но в отличие от последнего пациенты невысокого роста и не имеют евнухоидных пропорций тела. Основной жалобой является бесплодие. Соматической патологии обычно не выявляется. Интеллект пациентов не нарушен.

## Диагностика
Основывается на выявлении у мужчин положительного полового хроматина, при кариотипировании — наличие кариотипа 46, XX. Патогистологическое исследование биоптата яичка обнаруживает гиалиноз семенных канальцев, отсутствие полового эпителия и клеток Сертоли, пролиферацию клеток Лейдига, исследование семенной жидкости — азооспермию. Гормональное исследование обнаруживает колебания уровня тестостерона от недостаточного до нормального, секреция гонадотропинов повышена (гипергонадотропный гипогонадизм).

## Лечение
Терапию препаратами мужских половых гормонов проводят на фоне явлений недостаточной андрогенизации. Лечение бесплодия при данном синдроме бесперспективно.

## Генетика
Мужчины обычно имеют одну Х-хромосому и одну Y-хромосому в каждой диплоидной клетке своего тела. Женщины, как правило, имеют две Х-хромосомы. ХХ-мужчины, которые являются SRY-положительными, имеют две Х-хромосомы, одна из которых содержит генетический материал из Y-хромосомы, что делает их фенотипически мужскими, но генетически женскими.
- SRY-положительность

Пример транслокации между двумя хромосомами: ген SRY играет важную роль в определении пола, инициируя развитие яичка. У большинства мужчин ген SRY присутствует. Кончик Y-хромосомы содержит ген SRY, и во время рекомбинации происходит транслокация, при которой ген SRY на Y-хромосоме перемещается, чтобы стать частью Х-хромосомы. Присутствие транслоцированного гена SRY приводит к появлению мужских особей с генотипом XX.
- SRY-отрицательность

В 10% случаев у мужчины нет гена SRY, что вызывает различия в их уровнях мужественности. Точная причина этого состояния неизвестна, но было высказано предположение, что мутации в гене SOX9 могут способствовать этому синдрому, поскольку SOX9 играет роль в дифференцировке яичек во время развития. Другой предполагаемой причиной являются мутации в гене DAX1, который кодирует рецептор ядерного гормона. DAX1 репрессирует маскулинизирующие гены, поэтому, если происходит потеря функции DAX1, то у индивидуума XX могут развиться яички. Мутации в генах SF1 и WNT4 также изучаются в связи с SRY-негативным мужским синдромом XX.
- Ген Xg

Гипотеза о том, что XX возникает у мужчин из-за взаимодействия определяющей семенники части Y-хромосомы и части X-хромосомы, называемой геном Xg, обычно подтверждается различными данными. Частота фенотипа Xg у мужчин XX ближе к частоте у нормальных мужчин, чем у нормальных женщин. Было по крайней мере четыре случая, когда XX мужчин унаследовали аллель Xg от своего отца, и по крайней мере в девяти случаях, когда XX мужчины не получили аллель от своего отца.